# Jemappes
Jemappes (wa. Djumape, pcd. Djumappes, hist. Jemmapes) – dzielnica (section) miasta Mons w Belgii, w Regionie Walońskim, w prowincji Hainaut, w okręgu Mons. 1 stycznia 2020 roku miejscowość zamieszkiwało 10 950 osób. Do 31 grudnia 1976 samodzielna gmina. Mieści się tu centrum handlowe chętnie odwiedzane przez mieszkańców miasta.